# Зулен
Зулен (нід. Zoelen) — село в нідерландській провінції Гелдерланд. Входить до муніципалітету Бюрен. Перша згадка про село датується 1139 роком. У 13 сторіччі неподалік села було зведено однойменний замок.
Раніше мало статус окремого муніципалітету, доки 1978 року не було приєднане до Бюрена.

## Галерея

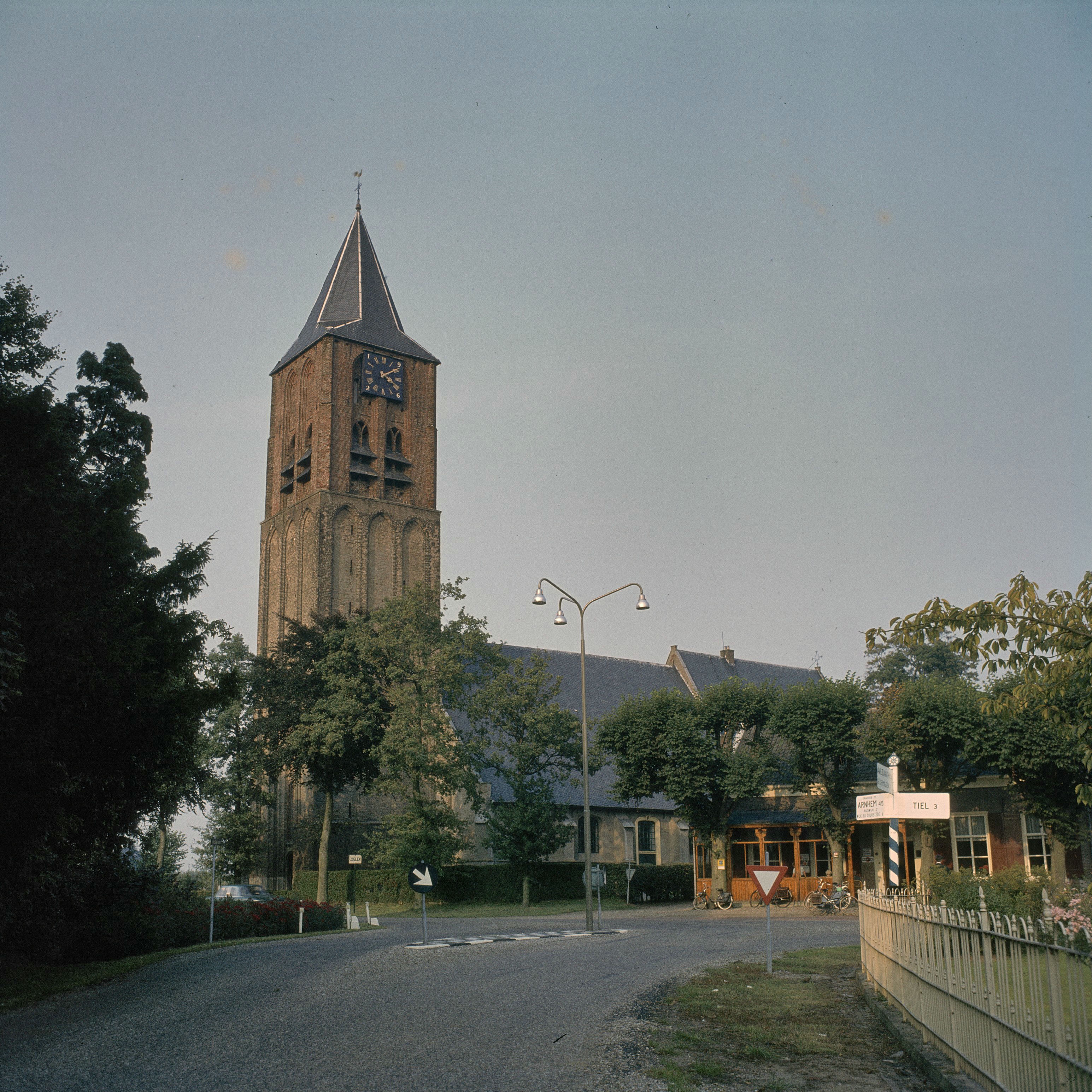
Сільська церква
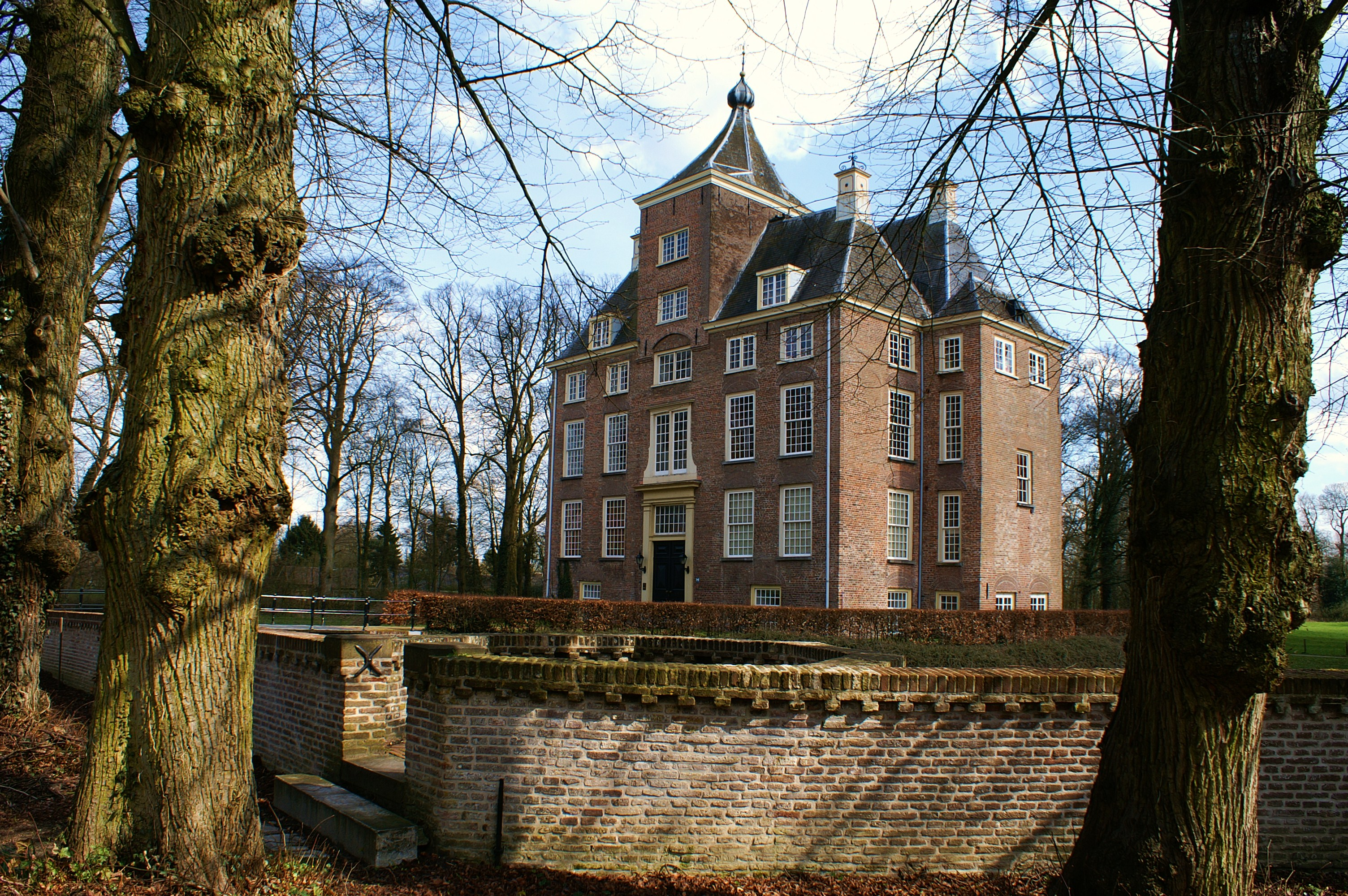
Замок Зулен
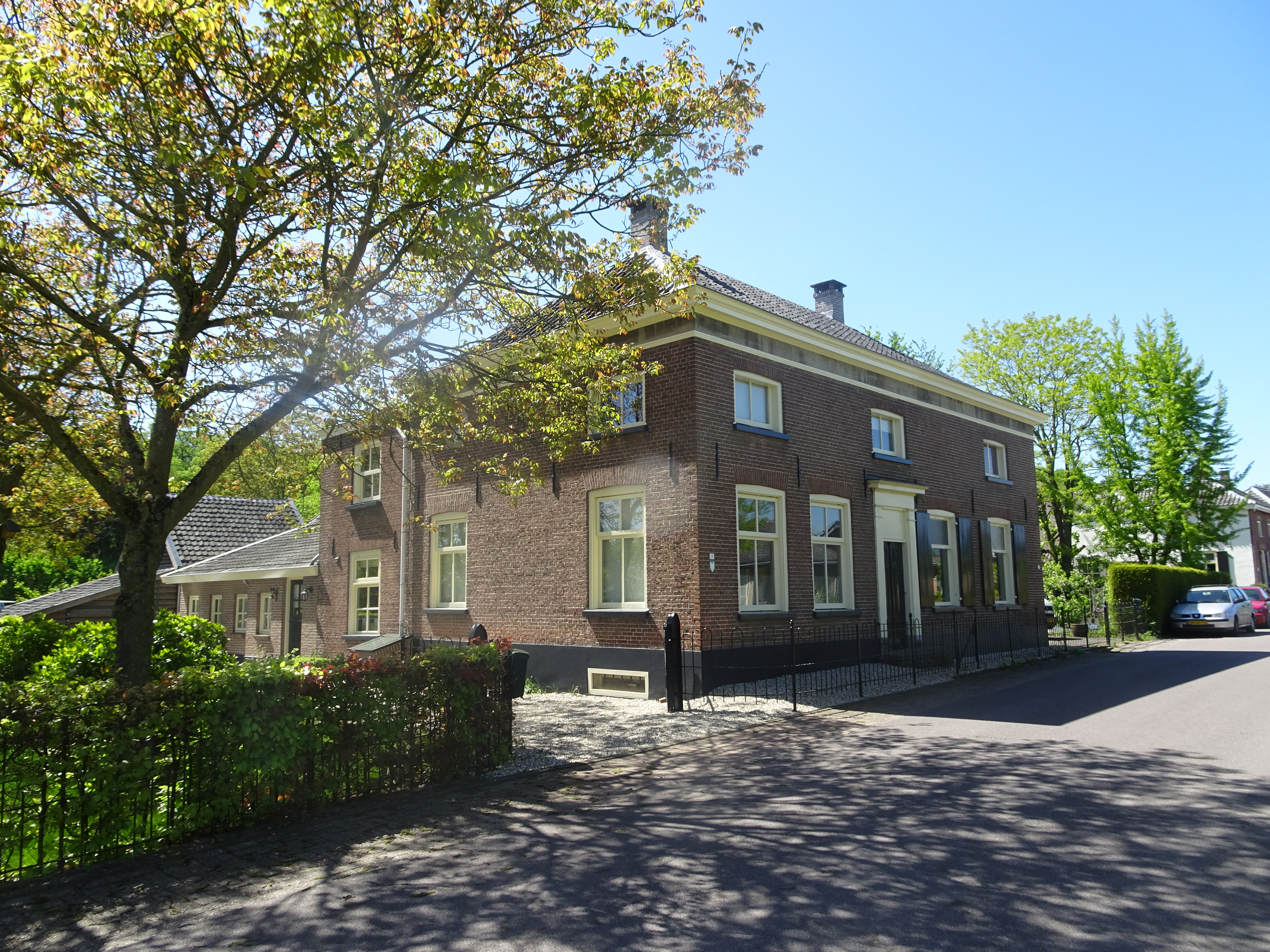
Ферма
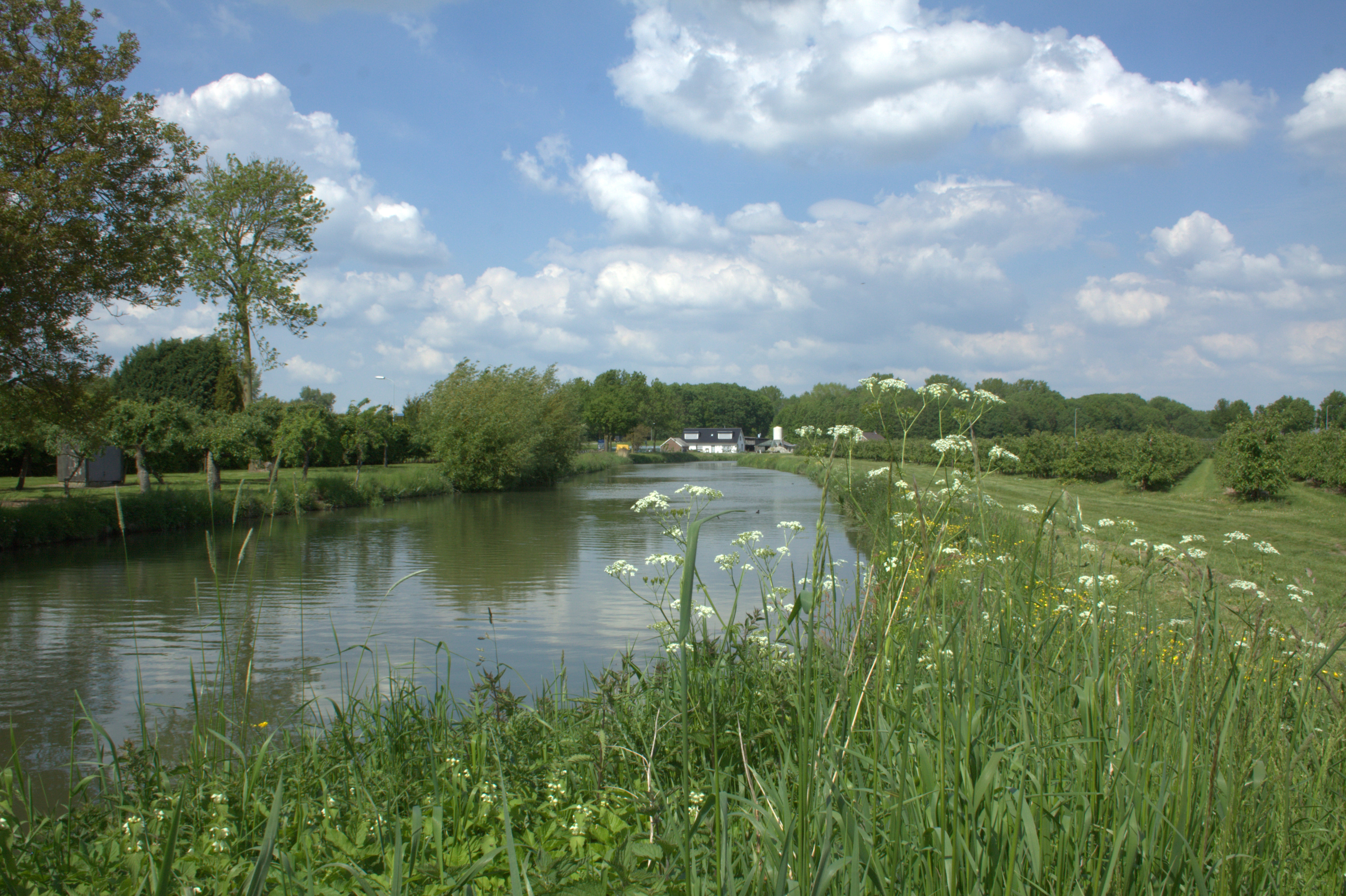
Течія Лінге поблизу села